# 12589 Davidanand
12589 Davidanand este o planetă minoră (asteroid), cu un diametru de 2,638 km, din centura de asteroizi. A fost descoperită pe 9 septembrie 1999 la Magdalena Ridge Observatory⁠(d) de Lincoln Near-Earth Asteroid Research. 
Obiectul prezintă o orbită caracterizată de o semiaxă mare de 2,1679973 UAi, o excentricitate de 0,15, o înclinație de 2,47657 ° în raport cu ecliptica.